# Бухонка
Бухонка (рум. Buhonca) — село у повіті Нямц в Румунії. Входить до складу комуни Должешть.
Село розташоване на відстані 298 км на північ від Бухареста, 48 км на схід від П'ятра-Нямца, 47 км на захід від Ясс.

## Населення
За даними перепису населення 2002 року у селі проживали 653 особи, усі — румуни. Усі жителі села рідною мовою назвали румунську.